# Harold North Fowler

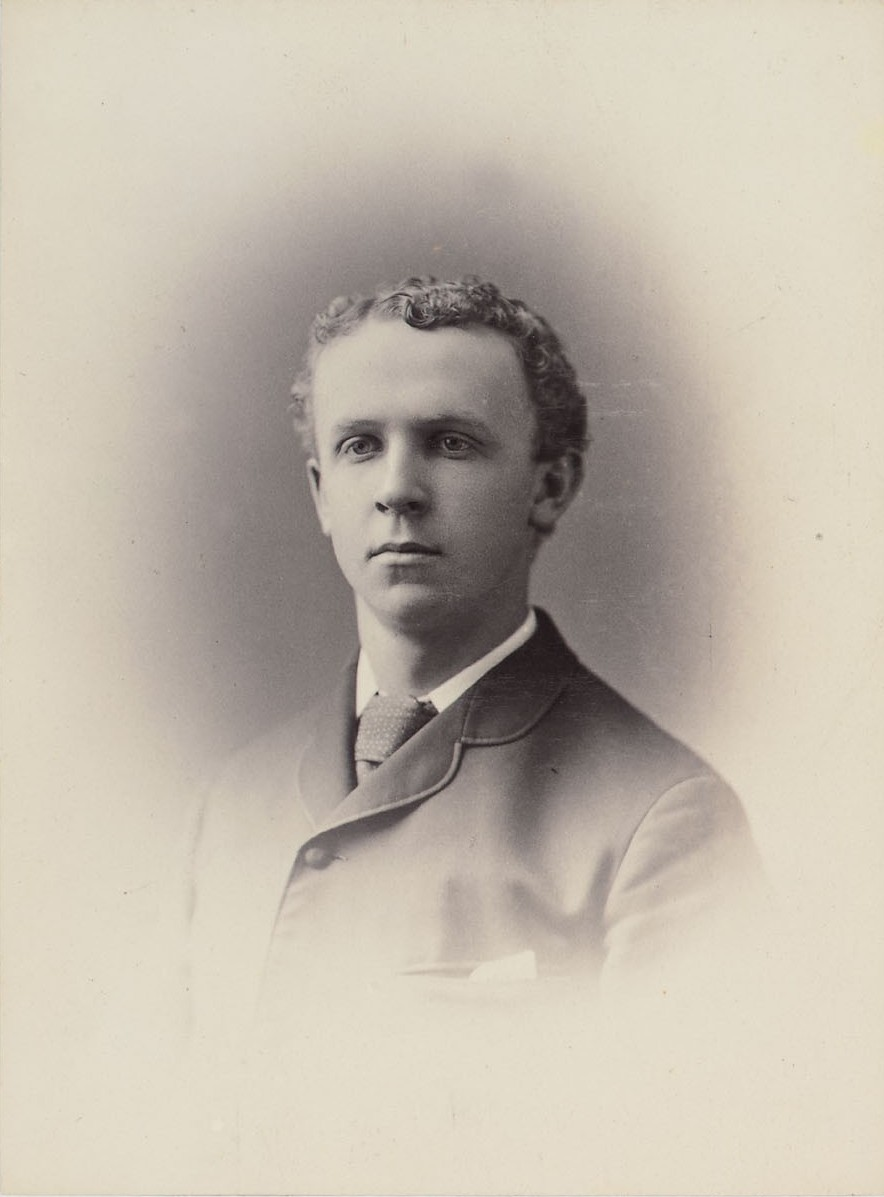
H. N. Fowler als Student 1880

Harold North Fowler (* 25. Februar 1859 in Westfield, Massachusetts; † 29. September 1955 in Findlay, Ohio) war ein US-amerikanischer Klassischer Philologe und Archäologe, der vor allem an der Western Reserve University tätig war (1893–1929). Er ist als Übersetzer griechischer und lateinischer Autoren (besonders Platon) und durch Studien zur griechischen Bildhauerkunst (Statuen) und Topographie hervorgetreten.

## Leben
Harold North Fowler studierte an der Harvard University (A. B. 1880), an der American School of Classical Studies at Athens (1882/83) und an den Universitäten zu Bonn und Berlin (1883–1885). 1884 wurde er in Bonn zum Dr. phil. promoviert. In seiner Dissertation, die 1885 im Druck erschien, sammelte und kommentierte er die Fragmente der stoischen Philosophen Panaitios von Rhodos und Hekaton von Rhodos.
Nach seiner Rückkehr in die USA unterrichtete Fowler als Instructor of Classics an der Harvard University (1885–1888), als Professor of Latin an der Phillips Exeter Academy in Exeter (New Hampshire) (1888–1892), als Professor of Greek an der University of Texas at Austin (1892–1893) und schließlich in derselben Funktion am College for Women der Western Reserve University (1893–1929). Von 1929 bis 1932 war er Fachreferent der Library of Congress für Klassische Philologie.
Neben seiner Lehrtätigkeit engagierte sich Fowler in akademischen Vereinigungen. Er war langjähriges Vorstandsmitglied der American Philological Association (1913 Präsident), gab von 1906 bis 1916 das American Journal of Archaeology heraus und hielt engen Kontakt zur American School of Classical Studies at Athens, deren Leitungsgremium er angehörte und an die er 1903/04 und 1924/25 als Gastprofessor zurückkehrte. Das Deutsche Archäologische Institut ernannte ihn 1901 zum korrespondierenden Mitglied.
Fowlers Forschungsarbeit umfasste weite Bereiche der antiken Literatur und Archäologie. Er veröffentlichte Studienausgaben und Übersetzungen (in der Loeb Classical Library) zu Thukydides, Plautus, Curtius Rufus, Platon und Plutarch, außerdem Lehrbücher wie die mehrmals aufgelegte Geschichte der griechischen und römischen Literatur (erstmals erschienen 1902 bzw. 1903) und Monografien zu griechischen Statuen. Fowler nahm an den Grabungen bei Korinth teil und veröffentlichte zusammen mit Richard Stillwell den ersten Band des Grabungsberichts. Besonders bedeutend waren Fowlers Erkenntnisse zum Verlauf des Diolkos, einer Strecke auf dem Isthmus von Korinth, auf der Schiffe vom Korinthischen zum Saronischen Golf geschleift wurden.

## Schriften (Auswahl)
- Panaetii et Hecatonis librorum fragmenta. Bonn 1885 (Dissertation)
- Thucydides. Boston 1888
- Menaechmi of Plautus. Boston / New York 1889
- Q. Curti Rufi Historiarum Alexandri Magni Macedonis libri II et IV. Boston 1891
- A History of Ancient Greek Literature. New York 1902. Überarbeitete Ausgabe 1923
- A History of Roman Literature. New York 1903. 2. Auflage 1923
- mit Hiram Tuell: A First Book in Latin. Boston 1904
- Plato. Vol. 1: Euthyphro, Apology, Crito, Phaedo, Phaedrus. London / New York 1914 (Loeb Classical Library)
- A History of Sculpture. New York 1916
- Plato. Vol. 7: Theaetetus, Sophist. London / New York 1921 (Loeb Classical Library)
- Plato. Vol. 8: Statesman, Philebus. London / New York 1925 (Loeb Classical Library)
- Plato. Vol. 4: Cratylus, Parmenides, Greater Hippias, Lesser Hippias. London / New York 1926 (Loeb Classical Library)
- mit Mary Blackford Fowler: The Picture Book of Greek Sculpture. New York 1929
- mit Richard Stillwell: Corinth. Results of Excavations. Vol. 1: Introduction, Topography, Architecture. Cambridge 1932
- Plutarch’s Moralia. Vol. 10. Cambridge / London 1936 (Loeb Classical Library)